# Arsenal (Film)
Arsenal (russisch Арсенал, auch unter dem Namen Januaraufstand in Kiew 1918 erschienen) ist ein 1928 von Oleksandr Dowschenko gedrehter Spielfilm. Seine Premiere hatte der Film am 25. Februar 1929 in Kiew und am 26. März 1929 in Moskau.
Dowschenkos dritter Spielfilm spielt im Russischen Bürgerkrieg. Der Revolutionsfilm heroisiert den Aufstand in der Kiewer Waffenfabrik „Arsenal“ (Завод Арсенал) beim Januaraufstand 1918 gegen die bürgerlich-nationale Regierung der Ukraine.
Nachdem mit Арсенальцы schon Les Kurbas 1925 einen Film über die Erstürmung drehte, begann Dowschenko zwei Jahre später seinen Film zum gleichen Thema, ebenfalls auf der Grundlage des – jetzt deutlich überarbeiteten – Skripts von Mykola Patlach. Der Film Arsenal gilt als einer der bedeutendsten Filme des ukrainischen Kinos.
Der Film wurde 1972 im Filmstudio Mosfilm restauriert. Die Partitur der Filmmusik von Igor Belsa aus dem Jahr 1929 war allerdings nicht mehr auffindbar. Die Premiere einer 2017 digital restaurierten Fassung aus dem Österreichischen Filmmuseum fand am 12. November 2017 in der Komischen Oper Berlin statt. Das Orchester der Komischen Oper begleitete die Aufführung mit einer 2017 neu geschriebenen Musik von Alexander Grebtschenko. Der Fernsehsender arte zeigte diese digital restaurierte und neu vertonte Fassung des Films in der Nacht zum 23. November 2017 in Erstausstrahlung.